# Свияжский 193-й пехотный полк
193-й пехотный Свияжский полк — пехотная воинская часть Русской императорской армии.

## История
- 19.02.1711 г. — сформирован Казанского гарнизона Комендантский полк
- 25.03.1891 г. — Свияжский резервный батальон
- 20.02.1910 г. — 229-й Свияжский, 231-й Котельничский, 235-й Спасский и 236-й Лаишевский резервные батальоны соединены в один 193-й пехотный Свияжский полк со старшинством от 19.02.1711 г.

## Командиры
- 25.06.1910 — 5.11.1913 — полковник Шольп, Александр Густавович
- 13.11.1913 — после 1.04.1914 — полковник Погоский, Леонард Алексеевич
- С 03.04.1916 — генерал-майор Эскин, Николай Афанасьевич

## Знаки отличия
Полковое знамя простое, с юбилейной Александровской лентой. Пожаловано 19.02.1911 г.